# Batalha de Thermae
A Batalha de Thermae foi um confronto em campo durante a Primeira Guerra Púnica que ocorreu em 259 a.C., perto de Thermae, na costa norte da Sicília. O general cartaginês Amílcar surpreendeu e derrotou 6.000 tropas aliadas de Roma.
Separados da principal força romana de 20.000 homens devido a desentendimentos, os aliados foram atacados e derrotados perto de Thermae, sofrendo a perda de 4.000 a 6.000 mortos. Amílcar avançou para capturar Enna e Camarina após o conflito.

## Préludio
Amílcar, o comandante das forças terrestres cartaginesas na Sicília, havia posicionado seu exército perto de Panormus. Ele recebeu informações de que os romanos e seus aliados, com um total de 20.000 homens, estavam brigando por seus feitos em batalha, e que os 6.000 aliados estavam isolados em seu acampamento entre Paropus e Thermae.

## Batalha
Amílcar atacou os aliados romanos com todo o seu exército de 50.000, pegando os aliados de surpresa, que estavam se preparando para sair. Cerca de 4.000 a 6.000 aliados foram mortos.

## Resultado
Amílcar aproveitou sua vitória para capturar Enna e Camarina no mesmo ano, com a ajuda de traidores nas duas cidades.